# Dubai Tennis Championships and Duty Free Women's Open 2001
Dubai Tennis Championships and Dubai Duty Free Women's Open 2001 - тенісні турніри, що проходили на відкритих кортах з твердим покриттям Aviation Club Tennis Centre в Дубаї (ОАЕ). Належали до серії International Gold в рамках Туру ATP 2001, а також до серії Tier II в рамках Туру WTA 2001. Чоловічий турнір тривав з 26 лютого до 4 березня 2001 року, а жіночий - з 19 до 24 лютого 2001 року. Хуан Карлос Ферреро і Мартіна Хінгіс здобули титул в одиночному розряді.

## Фінальна частина

### Одиночний розряд, чоловіки
Хуан Карлос Ферреро —  Марат Сафін 6–2, 3–1 (Safin знялася)
- Для Ферреро це був 1-й титул за рік і 2-й - за кар'єру.

### Одиночний розряд, жінки
Мартіна Хінгіс —  Наталі Тозья 6–4, 6–4
- Для Хінгіс це був 3-й титул за сезон і 70-й — за кар'єру.

### Парний розряд, чоловіки
Джошуа Ігл /  Сендон Столл —  Деніел Нестор /  Ненад Зімоньїч 6–4, 6–4
- Для Ігла це був єдиний титул за сезон і 2-й - за кар'єру. Для Столла це був 2-й титул за сезон і 18-й - за кар'єру.

### Парний розряд, жінки
Яюк Басукі /  Кароліна Віс —  Оса Карлссон /  Каріна Габшудова 6–0, 4–6, 6–2
- Для Басукі це був єдиний титул за сезон і 15-й — за кар'єру. Для Віс це був єдиний титул за сезон і 9-й — за кар'єру.